# 21670 Kuan
21670 Kuan este un asteroid din centura principală de asteroizi.

## Descriere
21670 Kuan este un asteroid din centura principală de asteroizi. A fost descoperit pe 7 septembrie 1999 la Socorro, New Mexico, în cadrul proiectului LINEAR. El prezintă o orbită caracterizată de o semiaxă mare de 2,27 ua, o excentricitate de 0,13 și o înclinație de 2,6° în raport cu ecliptica.